# Jean Buridan
Jean Buridan   (Béthune, 1295 ↔ 1300 - París, c. 1358) en llatí Joannes Buridanus, va ser un filòsof escolàstic i professor francès i un dels inspiradors de l'escepticisme religiós a Europa.Va destacar en els estudis de lògica i en els comentaris a Aristòtil. Va ser defensor del principi de causalitat. Com a autor de treballs teòrics en òptica i mecànica, va formular una noció d'inèrcia intentant explicar el moviment amb la Teoria de l'ímpetu. El seu nom està freqüentment associat amb l'experiment mental conegut com a l'«ase de Buridan». i la paradoxa del pont de Buridan.

## Biografia
Buridan va nàixer probablement a Béthune, ciutat llavors dins del Comtat de Flandes, però que el 1305 passaria al Regne de França després de la Guerra francoflamenca. Va estudiar a la Universitat de París sota la férula del filòsof escolàstic Guillem d'Occam. Va ensenyar filosofia a París i va arribar a ser rector de la universitat d'aquesta ciutat entre 1328 i 1340.
Contràriament a la currícula ordinària d'una carrera en filosofia de l'època, ell va estudiar les arts més aviat que la teologia. Va mantenir també la seva independència romanent com clergue secular. A partir de 1340 s'oposa al seu mentor, Guillem d'Occam. Aquest acte s'ha interpretat com un moment clau en el sorgiment de l'escepticisme religiós.
Perseguit pels realistes, Buridan es va retirar a Alemanya, on va fundar una escola i va ensenyar a Viena. Buridan va discutir la qüestió del lliure albir i de la debilitat de la voluntat en els seus comentaris sobre l'Ètica d'Aristòtil.
Una campanya pòstuma dels occamistes va aconseguir col·locar els escrits de Buridan a l'Index Librorum Prohibitorum de 1474 a 1481.
Nombroses històries apòcrifes pel que fa a les seves aventures amoroses posen de manifest que Buridan tenia la reputació de ser una figura brillant i misteriosa a París.

## Filosofia
Com a filòsof, Buridan adopta una posició nominalista, però no parteix d'un llenguatge humà idealitzat, la qual cosa marca una diferència important entre el seu pensament i el del seu mestre Guillem d'Occam, amb qui se li compara sovint. Encara que ambdós adoptin la visió segons la qual els enunciats, siguin parlats, escrits o pensats, són els portadors de la veritat i de la falsedat, Occam, no obstant això, tendeix a veure les proposicions o enunciats pensats com expressant conceptes únics, canònics. Per contra, Buridan mai no privilegia un discurs conceptual extern als agents que ho expressen. Ell sosté, per contra, que el significat de les expressions parlades i escrites es relaciona amb conceptes cognitius o psicològics del locutor.

## Ciència
Però la seva contribució més important és la introducció del concepte d'ímpetu o moviment inercial (moment), que el fa precursor directe en aquest punt fonamental de Copèrnic, Galileu i Newton. L'ímpetu, proporcional a la massa i a la velocitat impartida per l'agent del moviment, manté al mòbil en el seu estat de moviment sense necessitat d'accions ulteriors.
Va ser precursor també de la teoria de la formació de les imatges òptiques i de la cinemàtica o ciència del moviment.